# 2024 YR4
2024 YR4는 직경 40~90 m로 추정되는 소행성으로 지구 궤도를 가로지르는 아폴로 소행성군이자 근지구 천체로 분류된다. 2025년 2월 한동안 토리노 척도 최대 +3등급을 기록했다. 2025년 2월 23일 기준 2024 YR4는 토리노 척도 0등급으로 평가되었으며 2032년 12월 22일 지구에 충돌할 확률은 1/26,000(0.0039 %)이다. 미국 항공 우주국(NASA)가 발표한 팔레르모 척도에서는 −3.08등급으로 평가했으며이는 지구 충돌 확률이 배경 위협 확률의 0.08%라는 의미이다. 2032년에 소행성이 통과할 수 있는 오차 범위는 가상의 충돌 지점을 기준으로 폭이 약 60만 km에 달한다. 2032년 12월 22일 소행성의 최적경로는 지구보다는 달에 더 근접할 것으로 추정되지만 3 시그마 오차가 지구와 달 사이 거리와는 짧다.
이 소행성은 2024년 12월 27일 소행성 지상충돌 최종 경보 시스템(ATLAS)의 칠레 관측소가 처음으로 발견했다. 발견 이후 지구 충돌 확률이 1%가 넘는다고 발표되자 행성 방어 1단계가 시작되었고 지구상의 대형 망원경들이 소행성 데이터를 수집하며 유엔이 승인한 각 우주 기관은 소행성 충돌 위협을 완화할 계획을 세우기 시작했다.
2024 YR4는 발견 이틀 전인 2024년 12월 25일 지구와 828,800 km(지구-달 거리와의 2.156배) 거리를 두고 스쳐 지나갔으며 현재 멀어지고 있다. 다음 지구 접근일은 2028년 12월 17일경으로 예상된다. 2025년 4월 초부터 2028년 6월까지는 2024 YR4가 지상의 망원경으로 관측하기엔 너무 멀리 떨어진다. 하지만 우주에 떠 있는 적외선 망원경은 이 기간에도 일부분 어느 정도 추적이 가능하다. 예를 들어 제임스 웹 우주망원경은 2025년 3월부터 5월까지 소행성을 관측한다. 스펙트럼 및 측광 시계열 예비 분석에 따르면 2024 YR4은 주로 규산염 광물로 이루어진 S형 소행성(유력) 혹은 L, K형 소행성으로 추정되며 자전 주기는 대략 19.5분이다. 위협적인 충돌체와 마찬가지로 여타 충돌 위험성이 있는 소행성은
2024 YR4와 비슷한 궤도를 돈다.

## 임시 명칭
이 소행성체의 임시 명칭인 2024 YR4는 2024년 12월 27일 발견 발표 당시 소행성체 센터에서 붙인 이름이다. "2024"는 소행성이 발견된 연도를 나타내며, 첫 글자 "Y"는 해당 연도의 12월 하반월에 발견되었음을 의미한다. 두 번째 문자와 아래첨자 번호 R4는 해당 하반월에 부여된 임시 명칭의 순번을 가리킨다.

## 물리적 특성

### 크기와 질량

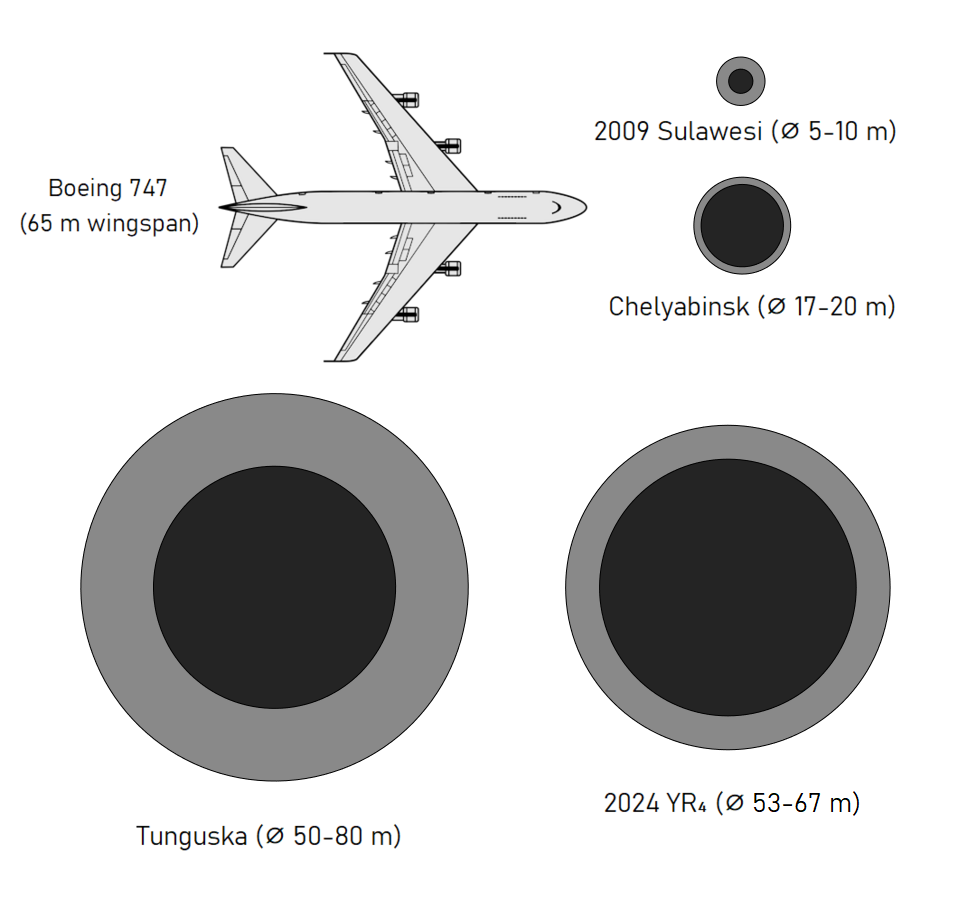
와 기타 유명 유성체, 보잉 747 항공기의 크기를 비교한 그림

2024 YR4의 지름은 정확히 측정되진 않았지만 표면 반사율(기하학적 반사율)의 어림 범위를 사용해 대략적인 밝기(절대등급)으로 추정할 수 있다. 2024 YR4가 가시광선의 약 5%에서 25%를 반사한다면 그 지름은 약 40~90 m이다. NASA에서는 기하학적 반사율을 0.154라고 가정하면 지름이 약 54 m라고 추정한다. 이 추정치에 따르면 2024 YR4는 1908년 퉁구스카 폭발사건을 일으킨 소행성체 혹은 약 5만년 전 미국 애리조나주에 메테오 충돌구를 만든 철-니켈 합금 소행성과 거의 같은 크기이며 이중 소행성 방향 전환 평가(DART) 탐사선이 충돌한 디모르포스 소행성보다는 훨씬 작다.2024 YR4의 직경과 반사율은 열복사 적외선 관측, 레이더 관측, 항성의 엄폐, 우주선을 통한 영상 촬영 등 다양한 방법을 통해 좀 더 정확하게 알 수 있다.
2024 YR4의 질량과 밀도는 직접 측정하진 않았지만 추정 밀도와 추정 직경으로 그 질량을 추정할 수 있다. 243 이다와 같이 돌이 대부분으로 구성된 소행성이라 생각하고 밀도가 2.6 g/cm3라고 가정하면 센트리 위험도 표에서는 그 질량이 2.2×108 kg, 지름은 54 m라고 가정한다.

### 구성 및 자전 주기
그랑 텔레스코피오 카나리아스 및 로웰 관측 망원경의 예비 분광학 분석에 따르면 2024 YR4는 전체 소행성 중 17%를 차지하는 S형 소행성이 유력하며, 그 외에 규산염(돌)이 대부분으로 구성된 L형 소행성 혹은 K형 소행성이라는 설도 있다.
VLT 망원경과 라 시야 천문대 1.54 m 망원경으로 측광학적 관측을 한 결과 2024 YR4는 자전 주기가 거의 19.5분이다. 2024 YR4의 밝기는 자전에 따라 최대 0.24등급까지 변하는데 이는 소행성이 길쭉한 모양이기 때문이다. 또한 VLT 망원경은 2024 YR4를 지속 측정한 결과 5°에서 35°에 달하는 위상각에서 측정에 성공했고 이를 통해 소행성의 표면 특성을 확정할 수 있는 일종의 위상곡선을 세웠다.

## 궤도

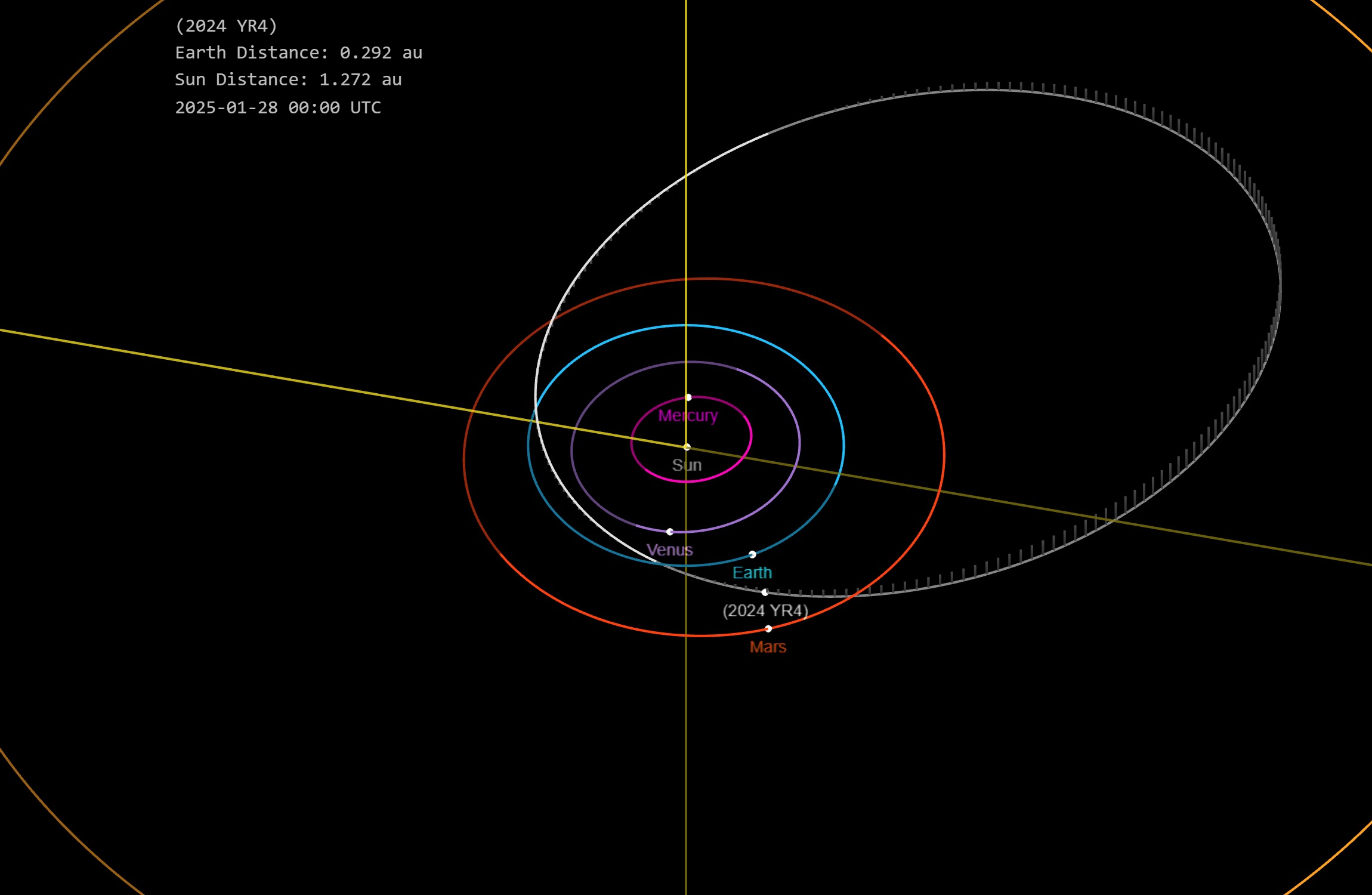
의 궤도 모습

2024 YR4는 지구 궤도를 가로지르는 타원 궤도로 태양을 공전하는 아폴로 소행성군 근지구 천체이다. 공전 주기는 3.99년이며 지구 궤도(황도)에 대한 궤도 경사는 3.41°이다.
2024 YR4는 2024년 11월 22일 근일점(태양에 가장 가깝게 접근한 때)에 도달했다. 그 후 발견 이틀 전인 2024년 12월 25일 지구에 최근접했다. 이 때 소행성은 지구로부터 약 828,800 km(2.156 LD) 떨어진 지점, 달로부터는 약 488,300 km(1.270 LD) 떨어진 지점을 스쳐지나갔다. 다음 지구 접근 날짜는 2028년 12월 17일 경으로 지구로부터 7,931,000 ± 327,000 km(20.63 ± 0.85 LD) 지점까지 접근할 예정이다. 2028년 소행성이 지구를 스쳐갈 땐 천문학자가 추가 관측을 수행하고 관측호를 4년 연장할 수 있게 만들어준다. 이는 2032년 12월 22일경 지구 최근접 시기에 대비해 추가 궤도 계산을 할 수 있는 데이터를 쌓을 수 있는 기회이다. 2032년 지구 근접 시기에는 지구 충돌을 배제할 만큼 궤도가 정확히 계산되지 않아 지구-달 섭동에 따른 영향을 정확히 계산할 수 없으며, 2032년 이후의 지구 근접 또한 정확히 알 수 없다. 현재의 데이터로는 2034년 중순 소행성의 3시그마 위치 오차는 지구와 태양 사이 거리의 거의 2/3에 달하는 1억 km에 달한다. 2035년경이 되면 소행성 위치의 오차가 지구와 태양 사이의 거리인 1AU보다도 더 커진다.

## 2032년 충돌 가능성

2032년 지구 최근접 시기시 태양 주위를 공전하는 궤도를 시뮬레이션 한 결과
2024 YR_{4}·
태양·
수성·
금성·
지구·
화성

2025년 2월 23일 기준 60일의 관측호를 사용해 관측한 결과 2024 YR4는 2032년 12월 22일 14시 2분(UT)경에 지구와 충돌할 확률이 1/26,000(0.0039%)임이 드러났다. 또한 15:19 UT에 달과 충돌할 확률은 대략 1%이다. 명목상 지구에 최근접하는 시각은 22일 11시 5분(최근접 시각의 오차는 약 10시간이며 가상 충돌 시각보다 3시간 빠름)으로 지구와 268,000 km 떨어진 지점을 중심으로 3시그마 오차가 207,000 km이다. 달과 최근접 경로는 약 7시간 후인 15시 9분(UT)이며 최근접 거리는 약 12,000 km이다.
2024 YR4가 지구에 충돌할 확률이 1%보다 크며 그 크기가 있어 토리노 척도 3등급으로 평가되어 국제 소행성 경고 네트워크는 2025년 1월 29일 위협을 발표했다. 이는 2004년 말 잠시 토리노 척도 4등급을 기록했던 99942 아포피스에 이어 두 번째로 높은 토리노 척도를 부여받은 소행성이다. NASA는 팔레르모 척도 기준 -0.51등급을 부여했으며 이는 배경 위험도 대비 충돌 위협이 31%라는 의미이다. 유럽 우주국(ESA)은 팔레르모 척도 −0.51등급에 충돌 확률 1.38%라고 발표했으며, NEODyS는 팔레르모 척도 −0.21등급으로 충돌 확률이 2.27%라고 계산했다. 가장 높은 팔레르모 등급을 받았을 때는 2025년 2월 18일의 -0.18등급으로, 이는 배경 위협보다도 크지 않다는 의미이다.
| JPL 허라이즌스 최적 지구중심거리 (AU) | 오차 (3시그마) |
| ------------------------------------- | -------------- |
| 0.0025 천문단위 (370,000 km; 0.97 LD) | ± 291,000 km   |

| 발표해                  | 관측호 (일)  | JPL 허라이즌스 최적 지구중심거리 (AU)    | 오차 (3시그마) | 충돌 확률         | 토리노 척도 | 팔레르모 척도 (최대치) |
| ----------------------- | ------------ | ---------------------------------------- | -------------- | ----------------- | ----------- | ---------------------- |
| 2024년 12월 30일        | 2 (53 obs)   |                                          |                | 1:1040 (0.096%)   | 1           | −1.73                  |
| 2024년 12월 31일        | 3 (71 obs)   |                                          |                | 1:920 (0.11%)     | 1           | −1.66                  |
| 2025년 1월 1일          | 4 (87 obs)   |                                          |                | 1:870 (0.11%)     | 1           | −1.64                  |
| 2025년 1월 2일          | 6 (109 obs)  |                                          |                | 1:842 (0.12%)     | 1           | −1.63                  |
| 2025년 1월 3일          | 7 (120 obs)  |                                          |                | 1:760 (0.13%)     | 1           | −1.61                  |
| JPL #14 2025년 1월 6일  | 8 (145 obs)  | 0.01706 천문단위 (2.552×106 km; 6.64 LD) | ± 9,620,000 km | 1:730 (0.14%)     | 1           |                        |
| JPL #15 2025년 1월 6일  | 11 (158 obs) | 0.01537 천문단위 (2.299×106 km; 5.98 LD) | ± 9,550,000 km | 1:710 (0.14%)     | 1           | −1.53                  |
| 2025년 1월 11일         | 14 (170 obs) |                                          |                | 1:630 (0.16%)     | 1           | −1.53                  |
| JPL #27 2025년 1월 20일 | 26 (198 obs) |                                          |                | 1:320 (0.31%)     | 1           |                        |
| JPL #30 2025년 1월 22일 | 28 (213 obs) | 0.00068 천문단위 (102,000 km; 0.26 LD)   | ± 3,370,000 km | 1:190 (0.52%)     | 1           | −0.93                  |
| JPL #32 2025년 1월 23일 | 29 (219 obs) | 0.00171 천문단위 (256,000 km; 0.67 LD)   | ± 2,280,000 km | 1:110 (0.91%)     | 1           | −0.69                  |
| JPL #34 2025년 1월 24일 | 30 (227 obs) | 0.00113 천문단위 (169,000 km; 0.44 LD)   | ± 1,960,000 km | 1:110 (0.91%)     | 1           | −0.69                  |
| JPL #35 2025년 1월 27일 | 33 (238 obs) | 0.00004564 AU (6,829 km; 0.01776 LD)     | ± 1,605,000 km | 1:83 (1.2%)       | 3           | −0.57                  |
| JPL #36 2025년 1월 28일 | 34 (245 obs) | 0.00071 천문단위 (106,000 km; 0.28 LD)   | ± 1,550,000 km | 1:83 (1.2%)       | 3           | −0.56                  |
| JPL #37 2025년 1월 29일 | 35 (257 obs) | 0.00085 천문단위 (127,000 km; 0.33 LD)   | ± 1,408,000 km | 1:77 (1.3%)       | 3           | −0.53                  |
| JPL #39 2025년 1월 30일 | 36 (261 obs) | 0.00087 천문단위 (130,000 km; 0.34 LD)   | ± 1,408,000 km | 1:77 (1.3%)       | 3           | −0.53                  |
| JPL #40 2025년 1월 31일 | 37 (276 obs) | 0.00046 천문단위 (69,000 km; 0.18 LD)    | ± 1,200,000 km | 1:63 (1.6%)       | 3           | −0.47                  |
| JPL #41 2025년 2월 1일  | 38 (284 obs) | 0.00037 천문단위 (55,000 km; 0.14 LD)    | ± 1,119,000 km | 1:59 (1.7%)       | 3           | −0.43                  |
| JPL #42 2025년 2월 2일  | 39 (289 obs) | 0.00185 천문단위 (277,000 km; 0.72 LD)   | ± 1,049,000 km | 1:71 (1.4%)       | 3           | −0.52                  |
| JPL #43 2025년 2월 3일  | 40 (292 obs) | 0.00165 천문단위 (247,000 km; 0.64 LD)   | ± 998,000 km   | 1:67 (1.5%)       | 3           | −0.49                  |
| JPL #44 2025년 2월 4일  | 41 (294 obs) | 0.00151 천문단위 (226,000 km; 0.59 LD)   | ± 981,000 km   | 1:63 (1.6%)       | 3           | −0.46                  |
| JPL #45 2025년 2월 5일  | 42 (307 obs) | 0.00116 천문단위 (174,000 km; 0.45 LD)   | ± 892,000 km   | 1:53 (1.9%)       | 3           | −0.40                  |
| JPL #46 2025년 2월 6일  | 43 (315 obs) | 0.00059 천문단위 (88,000 km; 0.23 LD)    | ± 819,000 km   | 1:43 (2.3%)       | 3           | −0.31                  |
| JPL #47 2025년 2월 7일  | 43 (325 obs) | 0.00080 천문단위 (120,000 km; 0.31 LD)   | ± 792,000 km   | 1:45 (2.2%)       | 3           | −0.32                  |
| JPL #48 2025년 2월 8일  | 44 (336 obs) | 0.00061 천문단위 (91,000 km; 0.24 LD)    | ± 764,000 km   | 1:42 (2.4%)       | 3           | −0.29                  |
| JPL #49 2025년 2월 9일  | 45 (343 obs) | 0.00105 천문단위 (157,000 km; 0.41 LD)   | ± 739,000 km   | 1:45 (2.2%)       | 3           | −0.34                  |
| JPL #50 2025년 2월 10일 | 45 (347 obs) | 0.00112 천문단위 (168,000 km; 0.44 LD)   | ± 712,000 km   | 1:48 (2.1%)       | 3           | −0.34                  |
| JPL #51 2025년 2월 12일 | 45 (348 obs) | 0.00114 천문단위 (171,000 km; 0.44 LD)   | ± 712,000 km   | 1:48 (2.1%)       | 3           | −0.35                  |
| JPL #53 2025년 2월 13일 | 45 (346 obs) | 0.00112 천문단위 (168,000 km; 0.44 LD)   | ± 712,000 km   | 1:48 (2.1%)       | 3           | −0.34                  |
| JPL #54 2025년 2월 14일 | 45 (354 obs) | 0.00105 천문단위 (157,000 km; 0.41 LD)   | ± 707,000 km   | 1:45 (2.2%)       | 3           | −0.33                  |
| JPL #55 2025년 2월 15일 | 45 (363 obs) | 0.00105 천문단위 (157,000 km; 0.41 LD)   | ± 707,000 km   | 1:45 (2.2%)       | 3           | −0.33                  |
| JPL #56 2025년 2월 17일 | 54 (368 obs) | 0.00099 천문단위 (148,000 km; 0.39 LD)   | ± 481,000 km   | 1:38 (2.6%)       | 3           | −0.25                  |
| JPL #57 2025년 2월 18일 | 55 (370 obs) | 0.00082 천문단위 (123,000 km; 0.32 LD)   | ± 458,000 km   | 1:32 (3.1%)       | 3           | −0.18                  |
| JPL #58 2025년 2월 19일 | 56 (378 obs) | 0.00145 천문단위 (217,000 km; 0.56 LD)   | ± 356,000 km   | 1:95 (1.06%)      | 3           | -0.66                  |
| JPL #59 2025년 2월 19일 | 56 (376 obs) | 0.00133 천문단위 (199,000 km; 0.52 LD)   | ± 379,000 km   | 1:67 (1.5%)       | 3           | -0.51                  |
| JPL #60 2025년 2월 20일 | 57 (391 obs) | 0.00161 천문단위 (241,000 km; 0.63 LD)   | ± 291,000 km   | 1:370 (0.27%)     | 1           | -1.23                  |
| JPL #61 2025년 2월 21일 | 58 (392 obs) | 0.00153 천문단위 (229,000 km; 0.60 LD)   | ± 287,000 km   | 1:280 (0.36%)     | 1           | -1.11                  |
| JPL #62 2025년 2월 22일 | 59 (404 obs) | 0.00147 천문단위 (220,000 km; 0.57 LD)   | ± 275,000 km   | 1:280 (0.36%)     | 1           | −1.11                  |
| JPL #63 2025년 2월 23일 | 60 (418 obs) | 0.00179 천문단위 (268,000 km; 0.70 LD)   | ± 207,000 km   | 1:26,000 (0.004%) | 0           | −3.08                  |

## 충돌시 영향

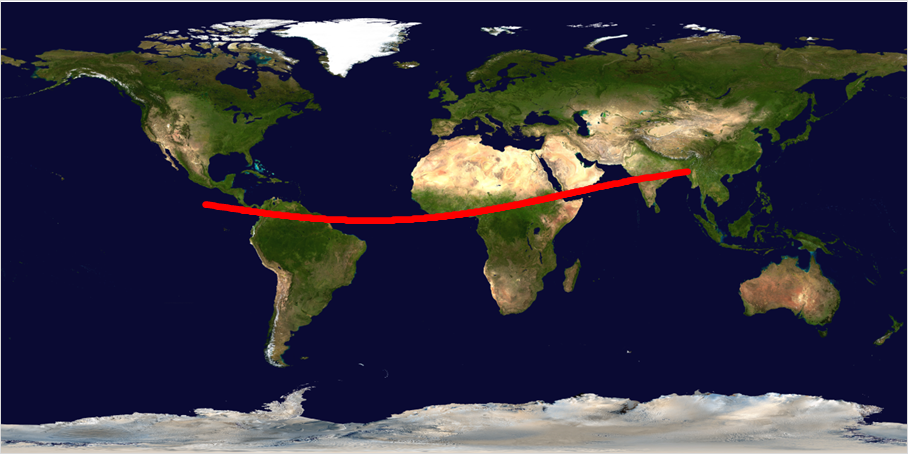
2032년 소행성이 접근 시 충돌할 가능성이 있는 구역을 그린 지도.

2024 YR4이 충돌할 가능성이 있는 구역으로는 태평양 동부 적도에서부터 남아메리카 북부, 대서양 적도 지역, 나이지리아, 중앙아프리카, 아라비아반도 서남쪽 끄트머리, 인도양 서북부, 인도, 방글라데시 끝부분을 잇는 선이다. NASA의 추정 2024 YR4 직경, 질량, 밀도를 사용하면 소행성이 대기권 진입시 17.32 km/s의 예상 속도로 지구와 충돌시 그 충격력은 TNT 7.7메가톤(32.2 PJ)에 해당하는 에너지로 이는 일본 나가사키시에 투하되었던 원자폭탄 팻 맨 약 367개, 그래플 Y 원자폭탄 2개 반, 캐슬 브라보의 51%, 차르 봄바의 15.4% 정도에 해당한다. 소행성이 대부분 돌로 이루어져 있으므로 충돌구(대륙에 충돌시) 혹은 쓰나미(바다에 충돌시)보다는 유성 공중폭발을 일으킬 가능성이 더 크다. 충돌 지점에서 반경 50 km 지역까지 피해를 입힐 수 있다. 충돌할 경우 피해를 입힐 가능성이 높지만 2024 YR4는 절대등급이 22보다 작기 때문에 지구 위협 천체(PHO)로는 분류되지 않는다. 절대등급이 22보다 작다는 것은 소행성 지름이 140 m 미만이고 충돌시 발생할 수 있는 피해가 국지적으로 한정됨을 가리킨다.

### 달 충돌 가능성
2024 YR4는 2032년 12월 22일 15:17~15:21 UT 시간에 달과 충돌할 확률이 약 1%이다. 15시 18분 이전에 충돌한다면 차 있는 달의 어두운 부분에 떨어지므로 운석이 충돌하는 모습을 잘 볼 수 있다. 달에 최근접하는 최적거리는 12,000 km이며 최근접시각은 15:38 UT ± 5시간이다.

| JPL 허라이즌스 최적 지구중심거리 (AU)  | 오차 (3시그마) |
| -------------------------------------- | -------------- |
| 0.00010 천문단위 (15,000 km; 0.039 LD) | ± 290,000 km   |

애리조나 대학교 카탈리나 천체 탐사의 운영 엔지니어인 데이비드 랭킨에 따르면 2032년 12월 22일 15:17 UT 경 2024 YR4이 달과 충돌할 확률이 약 0.3%라고 발표했다. 충돌의 영향으로 달 표면에 약 500~2,000 m 폭의 크레이터가 생길 수 있으며, 추정 속도 13.89 km/s로 달에 충돌할 경우 TNT 약 5.2메가톤(21.6 PJ)의 에너지를 방출해 히로시마시에 투하되었던 원자폭탄의 약 343배 강한 폭발을 일으킨다고 추정된다. 충돌 가능성이 있는 구역은 용암이 굳은 평원인 위난의 바다 바로 아래부터 고대의 충돌구인 티코까지 달이 보이는 쪽의 방향이다.
SETI 연구소의 마이클 부쉬는 달에서의 충돌이 "달 궤도에서 관측하는 우주선이라면 매우 뚜렷하게 보이겠지만, 달의 밝기 때문에 지구에서는 육안으로 잘 보이지 않을 것"이라 말했다. 하지만 다른 천문학자들은 지구에서도 달에서의 소행성 충돌이 잘 보일 것이라고 주장한다. 개레스 콜레스는 "기화된 암석의 충돌 섬광은 낮에도 지구에서 볼 수 있을 것"이라 주장했으며 런던의 노스홀트 브랜치 천문대의 대니얼 뱀버거는 충돌이 "보름달 밝기보다 더 밝을 수 있어 육안으로 명확히 보일 것"이라고 말했다.

## 관측 기회

### 2025년
궤도 오차를 줄이고 지구에 충돌할지 여부를 판별하기 위해선 2024 YR4의 추가 관측이 필요하다. 현재 소행성이 지구로부터 멀어지고 있기 때문에 점점 희미하게 보여 W. M. 켁 천문대나 VLT의 10 m 망원경과 같은 초대형 조리개를 가진 망원경을 동원해야 관측이 가능하다. 이 소행성은 달빛의 간섭으로 2025년 1월 11~13일과 2월 9~15일 사이에는 관측이 불가능했다. 2월 중순부터는 2 m 망원경 혹은 그 이상의 망원경이 있어야 관측이 가능하다. 2025년 3월 4일부터는 4 m 이상의 망원경이 필요하다. 4월 1일부터는 8 m 이상의 망원경이 필요하다. 제임스 웹 우주 망원경(JWST) 같은 우주에 떠 있는 적외선 망원경은 지구에서 좀 더 멀리 떨어져 있어도 2024 YR4 관측이 가능하지만, 5월 20일 부터는 제임스 웹 우주 망원경이나 허블 우주 망원경으로도 관측이 불가능해질 정도로 멀어진다. 제임스 웹 우주 망원경은 소행성이 우주 망원경의 관측 시야 한도 안으로 처음 들어오는 3월 1일 부터 24일 까지, 이후 2025년 4월 20일부터 5월 20일까지 다시 2024 YR4를 관측할 예정이다. 제임스 웹 망원경은 NIRCam과 중적외선 기기(MIRI)를 사용해 2024 YR4의 위치와 적외선 열 방출을 모두 관측할 계획이며 적외선 열 방출 측정을 통해 소행성의 크기와 반사율을 더욱 정확하게 구할 수 있다.

### 사전 발견
2024 YR4의 궤도 오차는 발견 전에 촬영된 기록된 망원경 사진에서 소행성의 존재를 감지하는 사전 발견을 통해서도 줄일 수 있다. 2024 YR4의 가장 초기에 알려진 사전 관측은 2024년 12월 25일 ATLAS의 관측이지만, 이는 발견 이틀 전이며 그 관측에서 측정된 소행성의 위치는 빠른 움직임과 더불어 그 움직임보다 길었던 노출 시간 때문에 이후의 관측보다 오차가 더 크다. 이 소행성은 2016년 9월에는 지구로부터 약 1,200만 km 이내에, 2020년 10월에는 지구로부터 약 2천만 km 이내를 통과했다. 2016년 스바루 망원경 사진 기록을 통해 2024 YR4가 있을 수 있는 지역을 탐색했으나 찾지 못했다. 샘 딘에 따르면 궤도 계산에 이 부정적인 사전발견 데이터를 포함하면 소행성이 관측호에서 1월 말까지 계산한 충돌하지 않는 궤적의 60~80% 어딘가에 있을 가능성이 확연히 줄어든다며 당시 2024 YR4의 충돌 확률을 3%로 계산했는데 2024년 12월 25일 품질이 좋지 않은 사전 발견 관측 치를 포함하면 그 확률이 6%로 증가한다고 발표했다. 딘은 "저 혼자만 본 것이므로 사람들에게 다시 확인해보라고 권하고 싶다. 내가 뭔가를 놓쳤을 수도 있다"라고 말했다. 2025년 1월 기준 공개되지 않은 팔로마 천문대가 소행성이 지나쳤을 가능성이 있는 지역을 촬영한 2016년 사진을 통해 추가 정보를 얻을 수 있다. 카탈리나는 VI 네거티브 사진을 포함한 G96의 질좋은 사진들을 검사했지만 소행성 추정 사진을 찾지 못했다. 판스타스(Pan-STARRS)는 2012년, 2016년, 2020년에 촬영한 지역을 확인했지만 소행성 추정 사진을 찾지 못했으며, 2012년과 2020년 사진은 그 범위가 너무 협소했다. P. 탱가는 게인 망원경이 탐지했을 가능성을 추적했으나 찾지 못했다. J. 바우어는 광역적외선탐사위성 니오 와이즈(NEO WISE) 데이터를, D. 우즈는 미국 SST 망원경 데이터를, J. 드 위트는 TESS 및 기타 외계 행성 조사 결과 데이터를 활용해 추적했다.

### 엄폐 관측
소행성이 지구를 엄폐 하는 것을 감지한다면 소행성의 크기와 모양을 측정하고 위치도 보다 정확하게 측정할 수 있다. 2025년 2월 11일 기준 현재 엄폐 현상은 보고되지 않았다. 2월 6일 엄폐 경로는 미국 코네티컷주-로드아일랜드주 주 경계와 매우 가까운 경로에 있었으나 엄폐가 보고되지 않았다. 2월 8일에는 중국 샤먼시와 궈젠양을 통과했으며 부정 엄폐 2건이 보고되었다. 지구 상의 두 엄폐 경로 오차 범위는 수 km였으며 프레넬 회절이 소행성 직경의 두배가 조금 넘는 100~140 m까지 반그림자를 확대시키지만 수 km의 오차는 이 반 그림자에 비해 너무 넓어서 이동식 관측소를 엄폐 경로에 효율적으로 배치할 수 없다.

### 2028년
2028년 소행성이 지구 근처로 다시 접근하면 관측호가 4년 더 길어지므로 2032년의 매우 정확한 궤로를 계산하고 충돌 가능성도 보다 정교하게 추정할 수 있다. 이 소행성은 2028년 6월까지는 너무 희미해 관측이 불가능하다. 2028년 7월 29일경 지구로부터 0.78 AU 지점인 충에 있으면 겉보기등급은 약 25지만 12월 17일까지 지구와 계속 가까워지면서 달과의 거리의 약 20배 지점까지 온다. 2028년 관측 결과 2032년 지구 충돌을 배제할 수 없는 경우 충돌을 피하기 위해 2024 YR4에도 DART와 같은 소행성 궤도 변화 임무 우주선을 보낼 수 있다.